# Louis Bouloumié
Joseph Alphonse Louis François Bouloumié, né le 5 février 1812 à Rodez et mort le 17 octobre 1869 à Vittel, est un avocat, homme politique, et chef d'entreprise français. Il est le fondateur de la société des eaux de Vittel, aujourd'hui propriété du groupe suisse Nestlé.

## Biographie
Louis Bouloumié, fils et petit-fils d'ingénieur, n'ayant pas le souhait de suivre la même voie, obtient la permission d’étudier le droit à Paris. Après avoir réussi ses examens, il s’inscrit au barreau de Rodez.
Nommé substitut du procureur du roi Louis-Philippe au Tribunal de Villefranche d’Aveyron, puis de Rodez en 1839, puis procureur du roi à Béziers, il démissionne car ses idées républicaines sont incompatibles avec ses fonctions et reprend son métier d'avocat.
En 1846, il est élu conseiller municipal de Rodez.
En 1848, il défend devant la Cour d’assises de l’Aveyron 37 personnes prévenues d’être coupables de troubles politiques. Il participe à la révolution de 1848 et crée le journal L'Aveyron Républicain ce qui lui vaut de nombreux déboires.
L'année suivante, il défend à Rodez 6 habitants de Perpignan accusés de tentative d’insurrection. Il obtient leur acquittement. En 1851, il prend la défense de son ami Louis Caussanel, devant le Conseil de Guerre de Lyon et obtient son l’acquittement.
Partisan du général Cavaignac, candidat malheureux contre Louis-Napoléon Bonaparte aux élections présidentielles de 1848, Bouloumié manifeste à la préfecture de l'Aveyron après le coup d’État du 2 décembre 1851. Il figure sur les « listes noires » et il est condamné à la déportation en Algérie. Plusieurs fois incarcéré, il est condamné puis expulsé du territoire français. C’est à ce moment-là que, exilé à Barcelone, il s’intéresse à la nature et la biologie.
Gravement malade des reins, du foie et de l’estomac, il est autorisé à revenir sur le territoire français, notamment grâce à l'intervention de Persigny. Placé sous le régime de surveillance de haute police, il fait plusieurs cures à Vittel et Contrexéville en 1852, 1853 et 1854, et constate les bienfaits des eaux minéralisées.
Le 23 décembre 1854, il achète au cultivateur Charles Rifflard la source de Gérémoy, réputée diurétique, et un pré de 80 ares où elle jaillissait, à Vittel dans les Vosges, pour 3 950 francs-or. En 1855, il obtient du gouvernement une autorisation d'exploitation.
L'année suivante, il fait construire un petit pavillon pour la première installation de la mise en bonbonnes ou bouteilles carrées en grès. En 1860, les 241 premiers curistes sont accueillis.
A son décès en 1869, son fils Ambroise (1843-1903), suivi par ses petits-enfants Jean Bouloumié (1878-1952) puis Germaine Bouloumié (1885-1981), lui succèdent. Un autre de ses fils, Pierre Bouloumié, est à la fois médecin de la station et administrateur de la Société des Eaux de Vittel, qu'il préside de 1910 à sa mort en 1929. Ses fils deviennent de fervent bonapartistes et entrent en politique dès 1871 pour les cantonales avec Ambroise où il échoue mais parvint à gagner le scrutin d'arrondissement, réélu en 1874. Il entre la même année au conseil municipal de Vittel dont il est nommé maire en 1875 et le reste jusqu'en 1903, après deux périodes d'interruptions entre 1879 et 1882 et de 1889 à 1892 après révocation par l'administration. Il fait aussi partie de la liste conservatrice pour la députation en 1885. Il rejoint le boulangisme et en devient le chef dans les Vosges. 